# Världscupen i längdåkning 2021/2022
Världscupen i längdåkning 2021/2022 var den 41:a officiella säsongen av världscupen i längdåkning som inleddes den 26 november 2021 i Ruka i Finland och avslutades den 13 mars 2022 i Falun i Sverige.
Segrare av den totala världscupen blev Natalja Neprjajeva, Ryssland, samt Johannes Høsflot Klæbo, Norge. Neprjajeva tog därmed sin första titel och blev den första kvinnliga segraren från Ryssland sedan säsongen 2000/2001 då Julija Tjepalova vann. Klæbo vann sin tredje titel efter att tidigare ha vunnit 2018 och 2019. I distanscupen stod Therese Johaug, Norge, som segrare för femte gången samt Iivo Niskanen, Finland, för första gången. Maja Dahlqvist, Sverige, och Lucas Chanavat, Frankrike, vann sprintcupen, båda för första gången. Chanavat blev därmed den första åkaren någonsin från Frankrike att vinna en pokal.
Regerande mästare i den totala världscupen från säsongen 2020/2021 var Jessie Diggins, USA, samt Aleksandr Bolsjunov, Ryssland. I distans- och sprintcupen var Diggins och Bolsjunov respektive Anamarija Lampič, Slovenien, och Federico Pellegrino, Italien, regerande mästare.
Säsongen var planerad att avslutas med en sedvanlig minitour i Tiumen i Ryssland den 18-20 mars, men på grund av Rysslands invasion av Ukraina som inleddes den 24 februari blev staden av med arrangörskapet. Som en konsekvens av invasionen meddelade Internationella skidförbundet (FIS) den 1 mars att Ryssland och Belarus stängs av från tävlande i de återstående världscuptävlingarna i Drammen, Oslo och Falun.

## Tävlingsprogram och resultat
| Förklaring        |
| ----------------- |
| K = Klassisk stil |
| F = Fristil       |

De individuella distanstävlingarna har individuell start om inget annat nämns.

### Damer
| Nr                                          | Datum                                     | Ort                                       | Disciplin                                 | 1:a plats                                                                     | 1:a plats                                   | 2:a plats                                                   | 2:a plats                                   | 3:e plats                                                                  | 3:e plats                                   | Ref.                                        |
| ------------------------------------------- | ----------------------------------------- | ----------------------------------------- | ----------------------------------------- | ----------------------------------------------------------------------------- | ------------------------------------------- | ----------------------------------------------------------- | ------------------------------------------- | -------------------------------------------------------------------------- | ------------------------------------------- | ------------------------------------------- |
|                                             |                                           |                                           |                                           |                                                                               |                                             |                                                             |                                             |                                                                            |                                             |                                             |
| 1                                           | 26 november 2021                          | Ruka                                      | Sprint (K)                                | Maja Dahlqvist                                                                | 3.01,81                                     | Johanna Hagström                                            | +1,77                                       | Maiken Caspersen Falla                                                     | +2,02                                       | [ 6 ]                                       |
| 2                                           | 27 november 2021                          | Ruka                                      | 10 km (K)                                 | Frida Karlsson                                                                | 24.29,4                                     | Therese Johaug                                              | +13,7                                       | Katharina Hennig                                                           | +15,2                                       | [ 7 ]                                       |
| 3                                           | 28 november 2021                          | Ruka                                      | 10 km jaktstart (F)                       | Therese Johaug                                                                | 25.56,0                                     | Frida Karlsson                                              | +7,8                                        | Heidi Weng                                                                 | +37,9                                       | [ 8 ]                                       |
| 4                                           | 3 december 2021                           | Lillehammer                               | Sprint (F)                                | Maja Dahlqvist                                                                | 3.14,07                                     | Jessie Diggins                                              | +0,35                                       | Tiril Udnes Weng                                                           | +0,86                                       | [ 9 ]                                       |
| 5                                           | 4 december 2021                           | Lillehammer                               | 10 km (F)                                 | Frida Karlsson                                                                | 26.58,4                                     | Therese Johaug                                              | +0,3                                        | Rosie Brennan                                                              | +11,3                                       | [ 10 ]                                      |
| 6                                           | 5 december 2021                           | Lillehammer                               | 4 x 5 km stafett                          | Ryssland I Julija Stupak Natalja Neprjajeva Tatjana Sorina Veronika Stepanova | 54.40,6                                     | Sverige I Emma Ribom Frida Karlsson Ebba Andersson Moa Ilar | +1,1                                        | Norge I Tiril Udnes Weng Heidi Weng Therese Johaug Helene Marie Fossesholm | +1,2                                        | [ 11 ]                                      |
| 7                                           | 11 december 2021                          | Davos                                     | Sprint (F)                                | Maja Dahlqvist                                                                | 2.43,89                                     | Nadine Fähndrich                                            | +0,34                                       | Anamarija Lampič                                                           | +0,74                                       | [ 12 ]                                      |
| 8                                           | 12 december 2021                          | Davos                                     | 10 km (F)                                 | Therese Johaug                                                                | 23.40,1                                     | Jessie Diggins                                              | +14,5                                       | Frida Karlsson                                                             | +17,1                                       | [ 13 ]                                      |
| 9                                           | 18 december 2021                          | Dresden                                   | Sprint (F)                                | Maja Dahlqvist                                                                | 2.33,36                                     | Jonna Sundling                                              | +0,43                                       | Anamarija Lampič                                                           | +0,64                                       | [ 14 ]                                      |
| 10                                          | 19 december 2021                          | Dresden                                   | Sprintstafett (F)                         | Sverige I Jonna Sundling Maja Dahlqvist                                       | 15.45,81                                    | USA I Jessie Diggins Julia Kern                             | +1,11                                       | Slovenien I Eva Urevc Anamarija Lampič                                     | +1,21                                       | [ 15 ]                                      |
|                                             |                                           |                                           |                                           |                                                                               |                                             |                                                             |                                             |                                                                            |                                             |                                             |
| 11                                          | 28 december 2021                          | Lenzerheide                               | Sprint (F)                                | Jessie Diggins                                                                | 3.00,12                                     | Mathilde Myhrvold                                           | +0,13                                       | Anamarija Lampič                                                           | +0,30                                       | [ 16 ]                                      |
| 12                                          | 29 december 2021                          | Lenzerheide                               | 10 km (K)                                 | Kerttu Niskanen                                                               | 27.04,0                                     | Ebba Andersson                                              | +18,2                                       | Natalja Neprjajeva                                                         | +30,5                                       | [ 17 ]                                      |
| 13                                          | 31 december 2021                          | Oberstdorf                                | 10 km masstart (F)                        | Jessie Diggins                                                                | 21.30,8                                     | Frida Karlsson                                              | +0,5                                        | Tatjana Sorina                                                             | +0,8                                        | [ 18 ]                                      |
| 14                                          | 1 januari 2022                            | Oberstdorf                                | Sprint (K)                                | Natalja Neprjajeva                                                            | 2.36,45                                     | Johanna Hagström                                            | +0,32                                       | Johanna Matintalo                                                          | +0,86                                       | [ 19 ]                                      |
| 15                                          | 3 januari 2022                            | Val di Fiemme                             | 10 km masstart (K)                        | Natalja Neprjajeva                                                            | 29.51,3                                     | Heidi Weng                                                  | +3,7                                        | Krista Pärmäkoski                                                          | +4,8                                        | [ 20 ]                                      |
| 16                                          | 4 januari 2022                            | Val di Fiemme                             | 10 km masstart (F)                        | Heidi Weng                                                                    | 35.41,2                                     | Ebba Andersson                                              | +7,0                                        | Delphine Claudel                                                           | +28,5                                       | [ 21 ]                                      |
| 17                                          | Tour de Ski 2021/2022 – slutresultat      | Tour de Ski 2021/2022 – slutresultat      | Tour de Ski 2021/2022 – slutresultat      | Natalja Neprjajeva                                                            | 1:59.38,5                                   | Ebba Andersson                                              | +46,7                                       | Heidi Weng                                                                 | +1.07,7                                     | [ 22 ]                                      |
|                                             |                                           |                                           |                                           |                                                                               |                                             |                                                             |                                             |                                                                            |                                             |                                             |
|                                             | 14 januari 2022                           | Les Rousses                               | Sprint (F)                                | Inställt på grund av coronaviruspandemin.                                     | Inställt på grund av coronaviruspandemin.   | Inställt på grund av coronaviruspandemin.                   | Inställt på grund av coronaviruspandemin.   | Inställt på grund av coronaviruspandemin.                                  | Inställt på grund av coronaviruspandemin.   | Inställt på grund av coronaviruspandemin.   |
|                                             | 15 januari 2022                           | Les Rousses                               | 10 km (F)                                 | Inställt på grund av coronaviruspandemin.                                     | Inställt på grund av coronaviruspandemin.   | Inställt på grund av coronaviruspandemin.                   | Inställt på grund av coronaviruspandemin.   | Inställt på grund av coronaviruspandemin.                                  | Inställt på grund av coronaviruspandemin.   | Inställt på grund av coronaviruspandemin.   |
|                                             | 16 januari 2022                           | Les Rousses                               | 10 km jaktstart (K)                       | Inställt på grund av coronaviruspandemin.                                     | Inställt på grund av coronaviruspandemin.   | Inställt på grund av coronaviruspandemin.                   | Inställt på grund av coronaviruspandemin.   | Inställt på grund av coronaviruspandemin.                                  | Inställt på grund av coronaviruspandemin.   | Inställt på grund av coronaviruspandemin.   |
|                                             | 22 januari 2022                           | Planica                                   | Sprint (K)                                | Inställt på grund av coronaviruspandemin                                      | Inställt på grund av coronaviruspandemin    | Inställt på grund av coronaviruspandemin                    | Inställt på grund av coronaviruspandemin    | Inställt på grund av coronaviruspandemin                                   | Inställt på grund av coronaviruspandemin    | Inställt på grund av coronaviruspandemin    |
|                                             | 23 januari 2022                           | Planica                                   | 15 km skiathlon                           | Inställt på grund av coronaviruspandemin                                      | Inställt på grund av coronaviruspandemin    | Inställt på grund av coronaviruspandemin                    | Inställt på grund av coronaviruspandemin    | Inställt på grund av coronaviruspandemin                                   | Inställt på grund av coronaviruspandemin    | Inställt på grund av coronaviruspandemin    |
|                                             |                                           |                                           |                                           |                                                                               |                                             |                                                             |                                             |                                                                            |                                             |                                             |
| Olympiska vinterspelen 2022 (4–20 februari) |                                           |                                           |                                           |                                                                               |                                             |                                                             |                                             |                                                                            |                                             |                                             |
|                                             |                                           |                                           |                                           |                                                                               |                                             |                                                             |                                             |                                                                            |                                             |                                             |
| 18                                          | 26 februari 2022                          | Lahtis                                    | Sprint (F)                                | Jonna Sundling                                                                | 3.12,86                                     | Emma Ribom                                                  | +3,28                                       | Maja Dahlqvist                                                             | +3,67                                       | [ 25 ]                                      |
| 19                                          | 27 februari 2022                          | Lahtis                                    | 10 km (K)                                 | Therese Johaug                                                                | 24.28,4                                     | Natalja Neprjajeva                                          | +1,2                                        | Krista Pärmäkoski                                                          | +16,5                                       | [ 26 ]                                      |
| 20                                          | 3 mars 2022                               | Drammen                                   | Sprint (K)                                | Maiken Caspersen Falla                                                        | 2.52,31                                     | Jonna Sundling                                              | +0,53                                       | Anamarija Lampič                                                           | +1,97                                       | [ 27 ]                                      |
| 21                                          | 5 mars 2022                               | Oslo                                      | 30 km masstart (K)                        | Therese Johaug                                                                | 1:19.22,3                                   | Krista Pärmäkoski                                           | +19,4                                       | Jonna Sundling                                                             | +32,3                                       | [ 28 ]                                      |
| 22                                          | 11 mars 2022                              | Falun                                     | Sprint (K)                                | Jonna Sundling                                                                | 3.21,05                                     | Anamarija Lampič                                            | +8,41                                       | Maja Dahlqvist                                                             | +9,54                                       | [ 29 ]                                      |
| 23                                          | 12 mars 2022                              | Falun                                     | 10 km (F)                                 | Therese Johaug                                                                | 22.34,4                                     | Jonna Sundling                                              | +35,9                                       | Jessie Diggins                                                             | +36,3                                       | [ 30 ]                                      |
|                                             |                                           |                                           |                                           |                                                                               |                                             |                                                             |                                             |                                                                            |                                             |                                             |
| 24                                          | 18 mars 2022                              | Tiumen                                    | Sprint (F)                                | Inställt pga Rysslands invasion av Ukraina.                                   | Inställt pga Rysslands invasion av Ukraina. | Inställt pga Rysslands invasion av Ukraina.                 | Inställt pga Rysslands invasion av Ukraina. | Inställt pga Rysslands invasion av Ukraina.                                | Inställt pga Rysslands invasion av Ukraina. | Inställt pga Rysslands invasion av Ukraina. |
| 25                                          | 19 mars 2022                              | Tiumen                                    | 10 km masstart (F)                        | Inställt pga Rysslands invasion av Ukraina.                                   | Inställt pga Rysslands invasion av Ukraina. | Inställt pga Rysslands invasion av Ukraina.                 | Inställt pga Rysslands invasion av Ukraina. | Inställt pga Rysslands invasion av Ukraina.                                | Inställt pga Rysslands invasion av Ukraina. | Inställt pga Rysslands invasion av Ukraina. |
| 26                                          | 20 mars 2022                              | Tiumen                                    | 10 km jaktstart (K)                       | Inställt pga Rysslands invasion av Ukraina.                                   | Inställt pga Rysslands invasion av Ukraina. | Inställt pga Rysslands invasion av Ukraina.                 | Inställt pga Rysslands invasion av Ukraina. | Inställt pga Rysslands invasion av Ukraina.                                | Inställt pga Rysslands invasion av Ukraina. | Inställt pga Rysslands invasion av Ukraina. |
| 27                                          | Världscupavslutningen 2022 – Slutresultat | Världscupavslutningen 2022 – Slutresultat | Världscupavslutningen 2022 – Slutresultat | Inställt pga Rysslands invasion av Ukraina.                                   | Inställt pga Rysslands invasion av Ukraina. | Inställt pga Rysslands invasion av Ukraina.                 | Inställt pga Rysslands invasion av Ukraina. | Inställt pga Rysslands invasion av Ukraina.                                | Inställt pga Rysslands invasion av Ukraina. | Inställt pga Rysslands invasion av Ukraina. |

### Herrar
| Nr                                          | Datum                                     | Ort                                       | Disciplin                                 | 1:a plats                                                                    | 1:a plats                                   | 2:a plats                                                                   | 2:a plats                                   | 3:e plats                                                                                 | 3:e plats                                   | Ref.                                        |
| ------------------------------------------- | ----------------------------------------- | ----------------------------------------- | ----------------------------------------- | ---------------------------------------------------------------------------- | ------------------------------------------- | --------------------------------------------------------------------------- | ------------------------------------------- | ----------------------------------------------------------------------------------------- | ------------------------------------------- | ------------------------------------------- |
|                                             |                                           |                                           |                                           |                                                                              |                                             |                                                                             |                                             |                                                                                           |                                             |                                             |
| 1                                           | 26 november 2021                          | Ruka                                      | Sprint (K)                                | Aleksandr Terentiev                                                          | 2.31,90                                     | Johannes Høsflot Klæbo                                                      | +1,18                                       | Erik Valnes                                                                               | +2,13                                       | [ 31 ]                                      |
| 2                                           | 27 november 2021                          | Ruka                                      | 15 km (K)                                 | Iivo Niskanen                                                                | 33.08,6                                     | Aleksej Tjervotkin                                                          | +8,3                                        | Aleksandr Bolsjunov                                                                       | +14,1                                       | [ 32 ]                                      |
| 3                                           | 28 november 2021                          | Ruka                                      | 15 km jaktstart (F)                       | Aleksandr Bolsjunov                                                          | 35.23,7                                     | Sergej Ustiugov                                                             | +0,5                                        | Artjom Maltsev                                                                            | +0,7                                        | [ 33 ]                                      |
| 4                                           | 3 december 2021                           | Lillehammer                               | Sprint (F)                                | Johannes Høsflot Klæbo                                                       | 2.52,48                                     | Thomas Helland Larsen                                                       | +0,58                                       | Richard Jouve                                                                             | +0,78                                       | [ 34 ]                                      |
| 5                                           | 4 december 2021                           | Lillehammer                               | 15 km (F)                                 | Simen Hegstad Krüger                                                         | 32.26,2                                     | Hans Christer Holund                                                        | +1,6                                        | Martin Løwstrøm Nyenget                                                                   | +17,5                                       | [ 35 ]                                      |
| 6                                           | 5 december 2021                           | Lillehammer                               | 4 x 7,5 km stafett                        | Norge I Erik Valnes Emil Iversen Simen Hegstad Krüger Johannes Høsflot Klæbo | 1:14.58,7                                   | Ryssland II Aleksandr Terentiev Ilja Semikov Artjom Maltsev Sergej Ustiugov | +0,2                                        | Norge II Pål Golberg Martin Løwstrøm Nyenget Hans Christer Holund Harald Østberg Amundsen | +1,2                                        | [ 36 ]                                      |
| 7                                           | 11 december 2021                          | Davos                                     | Sprint (F)                                | Johannes Høsflot Klæbo                                                       | 2.22,84                                     | Sergej Ustiugov                                                             | +0,87                                       | Richard Jouve                                                                             | +1,23                                       | [ 37 ]                                      |
| 8                                           | 12 december 2021                          | Davos                                     | 15 km (F)                                 | Simen Hegstad Krüger                                                         | 32.20,4                                     | Johannes Høsflot Klæbo                                                      | +22,9                                       | Sergej Ustiugov                                                                           | +27,2                                       | [ 38 ]                                      |
| 9                                           | 18 december 2021                          | Dresden                                   | Sprint (F)                                | Håvard Solås Taugbøl                                                         | 2.15,02                                     | Federico Pellegrino                                                         | +0,15                                       | Lucas Chanavat                                                                            | +0,68                                       | [ 39 ]                                      |
| 10                                          | 19 december 2021                          | Dresden                                   | Sprintstafett (F)                         | Norge II Thomas Helland Larsen Even Northug                                  | 14.19,34                                    | Norge I Sindre Bjørnestad Skar Håvard Solås Taugbøl                         | +0,42                                       | Ryssland I Aleksandr Bolsjunov Gleb Retivych                                              | +0,62                                       | [ 40 ]                                      |
|                                             |                                           |                                           |                                           |                                                                              |                                             |                                                                             |                                             |                                                                                           |                                             |                                             |
| 11                                          | 28 december 2021                          | Lenzerheide                               | Sprint (F)                                | Johannes Høsflot Klæbo                                                       | 2.39,04                                     | Richard Jouve                                                               | +0,99                                       | Lucas Chanavat                                                                            | +1,26                                       | [ 41 ]                                      |
| 12                                          | 29 december 2021                          | Lenzerheide                               | 15 km (K)                                 | Iivo Niskanen                                                                | 34.51,7                                     | Aleksandr Bolsjunov                                                         | +19,3                                       | Pål Golberg                                                                               | +25,2                                       | [ 42 ]                                      |
| 13                                          | 31 december 2021                          | Oberstdorf                                | 15 km masstart (F)                        | Johannes Høsflot Klæbo                                                       | 32.26,4                                     | Aleksandr Bolsjunov                                                         | +3,4                                        | Sjur Røthe                                                                                | +4,0                                        | [ 43 ]                                      |
| 14                                          | 1 januari 2022                            | Oberstdorf                                | Sprint (K)                                | Johannes Høsflot Klæbo                                                       | 2.54,77                                     | Erik Valnes                                                                 | +0,37                                       | Pål Golberg                                                                               | +3,35                                       | [ 44 ]                                      |
| 15                                          | 3 januari 2022                            | Val di Fiemme                             | 15 km masstart (K)                        | Johannes Høsflot Klæbo                                                       | 41.31,2                                     | Iivo Niskanen                                                               | +20,8                                       | Aleksej Tjervotkin                                                                        | +23,7                                       | [ 45 ]                                      |
| 16                                          | 4 januari 2022                            | Val di Fiemme                             | 10 km masstart (F)                        | Sjur Røthe                                                                   | 31.42,1                                     | Denis Spitsov                                                               | +2,4                                        | Friedrich Moch                                                                            | +18,9                                       | [ 46 ]                                      |
| 17                                          | Tour de Ski 2021/2022 – slutresultat      | Tour de Ski 2021/2022 – slutresultat      | Tour de Ski 2021/2022 – slutresultat      | Johannes Høsflot Klæbo                                                       | 2:24.56,0                                   | Aleksandr Bolsjunov                                                         | +2.03,2                                     | Iivo Niskanen                                                                             | +3.14,5                                     | [ 47 ]                                      |
|                                             |                                           |                                           |                                           |                                                                              |                                             |                                                                             |                                             |                                                                                           |                                             |                                             |
|                                             | 14 januari 2022                           | Les Rousses                               | Sprint (F)                                | Inställt på grund av coronaviruspandemin.                                    | Inställt på grund av coronaviruspandemin.   | Inställt på grund av coronaviruspandemin.                                   | Inställt på grund av coronaviruspandemin.   | Inställt på grund av coronaviruspandemin.                                                 | Inställt på grund av coronaviruspandemin.   | Inställt på grund av coronaviruspandemin.   |
|                                             | 15 januari 2022                           | Les Rousses                               | 15 km (F)                                 | Inställt på grund av coronaviruspandemin.                                    | Inställt på grund av coronaviruspandemin.   | Inställt på grund av coronaviruspandemin.                                   | Inställt på grund av coronaviruspandemin.   | Inställt på grund av coronaviruspandemin.                                                 | Inställt på grund av coronaviruspandemin.   | Inställt på grund av coronaviruspandemin.   |
|                                             | 16 januari 2022                           | Les Rousses                               | 15 km jaktstart (K)                       | Inställt på grund av coronaviruspandemin.                                    | Inställt på grund av coronaviruspandemin.   | Inställt på grund av coronaviruspandemin.                                   | Inställt på grund av coronaviruspandemin.   | Inställt på grund av coronaviruspandemin.                                                 | Inställt på grund av coronaviruspandemin.   | Inställt på grund av coronaviruspandemin.   |
|                                             | 22 januari 2022                           | Planica                                   | Sprint (K)                                | Inställt på grund av coronaviruspandemin.                                    | Inställt på grund av coronaviruspandemin.   | Inställt på grund av coronaviruspandemin.                                   | Inställt på grund av coronaviruspandemin.   | Inställt på grund av coronaviruspandemin.                                                 | Inställt på grund av coronaviruspandemin.   | Inställt på grund av coronaviruspandemin.   |
|                                             | 23 januari 2022                           | Planica                                   | 30 km skiathlon                           | Inställt på grund av coronaviruspandemin.                                    | Inställt på grund av coronaviruspandemin.   | Inställt på grund av coronaviruspandemin.                                   | Inställt på grund av coronaviruspandemin.   | Inställt på grund av coronaviruspandemin.                                                 | Inställt på grund av coronaviruspandemin.   | Inställt på grund av coronaviruspandemin.   |
|                                             |                                           |                                           |                                           |                                                                              |                                             |                                                                             |                                             |                                                                                           |                                             |                                             |
| Olympiska vinterspelen 2022 (4–20 februari) |                                           |                                           |                                           |                                                                              |                                             |                                                                             |                                             |                                                                                           |                                             |                                             |
|                                             |                                           |                                           |                                           |                                                                              |                                             |                                                                             |                                             |                                                                                           |                                             |                                             |
| 18                                          | 26 februari 2022                          | Lahtis                                    | Sprint (F)                                | Johannes Høsflot Klæbo                                                       | 2.58,34                                     | Lucas Chanavat                                                              | +0,04                                       | Sindre Bjørnestad Skar                                                                    | +0,23                                       | [ 48 ]                                      |
| 19                                          | 27 februari 2022                          | Lahtis                                    | 15 km (K)                                 | Iivo Niskanen                                                                | 33.06,5                                     | Johannes Høsflot Klæbo                                                      | +17,6                                       | William Poromaa                                                                           | +18,0                                       | [ 49 ]                                      |
| 20                                          | 3 mars 2022                               | Drammen                                   | Sprint (K)                                | Richard Jouve                                                                | 2.32,84                                     | Wang Qiang                                                                  | +1,59                                       | Lucas Chanavat                                                                            | +2,32                                       | [ 50 ]                                      |
| 21                                          | 6 mars 2022                               | Oslo                                      | 50 km masstart (K)                        | Martin Løwstrøm Nyenget                                                      | 2:03.27,3                                   | Sjur Røthe                                                                  | +0,6                                        | Didrik Tønseth                                                                            | +3,5                                        | [ 51 ]                                      |
| 22                                          | 11 mars 2022                              | Falun                                     | Sprint (K)                                | Richard Jouve                                                                | 3.03,62                                     | Joni Mäki                                                                   | +0,49                                       | Lucas Chanavat                                                                            | +0,52                                       | [ 52 ]                                      |
| 23                                          | 12 mars 2022                              |                                           | 15 km (F)                                 | Didrik Tønseth                                                               | 31.57,6                                     | Calle Halfvarsson                                                           | +9,0                                        | Harald Østberg Amundsen                                                                   | +20,4                                       | [ 53 ]                                      |
| 24                                          | 18 mars 2022                              | Tiumen                                    | Sprint (F)                                | Inställt pga Rysslands invasion av Ukraina.                                  | Inställt pga Rysslands invasion av Ukraina. | Inställt pga Rysslands invasion av Ukraina.                                 | Inställt pga Rysslands invasion av Ukraina. | Inställt pga Rysslands invasion av Ukraina.                                               | Inställt pga Rysslands invasion av Ukraina. | Inställt pga Rysslands invasion av Ukraina. |
| 25                                          | 19 mars 2022                              | Tiumen                                    | 15 km masstart (F)                        | Inställt pga Rysslands invasion av Ukraina.                                  | Inställt pga Rysslands invasion av Ukraina. | Inställt pga Rysslands invasion av Ukraina.                                 | Inställt pga Rysslands invasion av Ukraina. | Inställt pga Rysslands invasion av Ukraina.                                               | Inställt pga Rysslands invasion av Ukraina. | Inställt pga Rysslands invasion av Ukraina. |
| 26                                          | 20 mars 2022                              | Tiumen                                    | 15 km jaktstart (K)                       | Inställt pga Rysslands invasion av Ukraina.                                  | Inställt pga Rysslands invasion av Ukraina. | Inställt pga Rysslands invasion av Ukraina.                                 | Inställt pga Rysslands invasion av Ukraina. | Inställt pga Rysslands invasion av Ukraina.                                               | Inställt pga Rysslands invasion av Ukraina. | Inställt pga Rysslands invasion av Ukraina. |
| 27                                          | Världscupavslutningen 2022 – Slutresultat | Världscupavslutningen 2022 – Slutresultat | Världscupavslutningen 2022 – Slutresultat | Inställt pga Rysslands invasion av Ukraina.                                  | Inställt pga Rysslands invasion av Ukraina. | Inställt pga Rysslands invasion av Ukraina.                                 | Inställt pga Rysslands invasion av Ukraina. | Inställt pga Rysslands invasion av Ukraina.                                               | Inställt pga Rysslands invasion av Ukraina. | Inställt pga Rysslands invasion av Ukraina. |

### Mixade lagtävlingar
| Nr | Datum        | Ort   | Disciplin        | 1:a plats                                                        | 1:a plats | 2:a plats                                                                  | 2:a plats | 3:e plats                                                             | 3:e plats | Ref.   |
| -- | ------------ | ----- | ---------------- | ---------------------------------------------------------------- | --------- | -------------------------------------------------------------------------- | --------- | --------------------------------------------------------------------- | --------- | ------ |
|    |              |       |                  |                                                                  |           |                                                                            |           |                                                                       |           |        |
| 1  | 13 mars 2022 | Falun | 4 x 5 km stafett | USA I Rosie Brennan Zak Ketterson Scott Patterson Jessie Diggins | 42.01,8   | Finland I Kerttu Niskanen Perttu Hyvärinen Iivo Niskanen Krista Pärmäkoski | +3,8      | Norge I Heidi Weng Hans Christer Holund Didrik Tønseth Therese Johaug | +4,3      | [ 54 ] |
| 2  | 13 mars 2022 | Falun | Sprintstafett    | Sverige I Jonna Sundling Calle Halfvarsson                       | 23.05,91  | Norge II Tiril Udnes Weng Martin Løwstrøm Nyenget                          | +10,09    | Norge I Lotta Udnes Weng Harald Østberg Amundsen                      | +10,16    | [ 55 ] |

## Världscupställning

### Damer
| Placering | efter alla 23 tävlingar | Poäng |
| --------- | ----------------------- | ----- |
| 1.        | Natalja Neprjajeva      | 973   |
| 2.        | Jessie Diggins          | 793   |
| 3.        | Ebba Andersson          | 772   |
| 4.        | Krista Pärmäkoski       | 763   |
| 5.        | Therese Johaug          | 735   |
| 6.        | Heidi Weng              | 704   |
| 7.        | Kerttu Niskanen         | 695   |
| 8.        | Anamarija Lampič        | 683   |
| 8.        | Jonna Sundling          | 649   |
| 10.       | Maja Dahlqvist          | 645   |

| Placering | efter alla 12 tävlingar | Poäng |
| --------- | ----------------------- | ----- |
| 1.        | Therese Johaug          | 735   |
| 2.        | Frida Karlsson          | 526   |
| 3.        | Krista Pärmäkoski       | 475   |
| 4.        | Ebba Andersson          | 452   |
| 5.        | Heidi Weng              | 424   |
| 6.        | Kerttu Niskanen         | 417   |
| 7.        | Katharina Hennig        | 376   |
| 8.        | Natalja Neprjajeva      | 365   |
| 9.        | Jessie Diggins          | 314   |
| 10.       | Rosie Brennan           | 311   |

| Placering | efter alla 10 tävlingar | Poäng |
| --------- | ----------------------- | ----- |
| 1.        | Maja Dahlqvist          | 638   |
| 2.        | Anamarija Lampič        | 506   |
| 3.        | Jonna Sundling          | 442   |
| 4.        | Jessie Diggins          | 351   |
| 5.        | Nadine Fähndrich        | 329   |
| 6.        | Johanna Hagström        | 322   |
| 7.        | Maiken Caspersen Falla  | 236   |
| 8.        | Julia Kern              | 235   |
| 9.        | Matilde Myhrvold        | 229   |
| 10.       | Natalja Neprjajeva      | 208   |

### Herrar
| Placering | efter alla 23 tävlingar | Poäng |
| --------- | ----------------------- | ----- |
| 1.        | Johannes Høsflot Klæbo  | 1 375 |
| 2.        | Aleksandr Bolsjunov     | 878   |
| 3.        | Iivo Niskanen           | 744   |
| 4.        | Richard Jouve           | 614   |
| 5.        | Erik Valnes             | 559   |
| 6.        | Didrik Tønseth          | 527   |
| 7.        | Martin Løwstrøm Nyenget | 501   |
| 8.        | Harald Østberg Amundsen | 493   |
| 9.        | Pål Golberg             | 489   |
| 10.       | Lucas Chanavat          | 461   |

| Placering | efter alla 12 tävlingar | Poäng |
| --------- | ----------------------- | ----- |
| 1.        | Iivo Niskanen           | 493   |
| 2.        | Aleksandr Bolsjunov     | 418   |
| 3.        | Johannes Høsflot Klæbo  | 413   |
| 4.        | Martin Løwstrøm Nyenget | 399   |
| 5.        | Didrik Tønseth          | 383   |
| 6.        | Sjur Røthe              | 316   |
| 7.        | Aleksej Tjervotkin      | 307   |
| 8.        | Simen Hegstad Krüger    | 304   |
| 9.        | Harald Østberg Amundsen | 300   |
| 10.       | Hans Christer Holund    | 291   |

| Placering | efter alla 10 tävlingar | Poäng |
| --------- | ----------------------- | ----- |
| 1.        | Richard Jouve           | 568   |
| 2.        | Johannes Høsflot Klæbo  | 562   |
| 3.        | Lucas Chanavat          | 461   |
| 4.        | Federico Pellegrino     | 330   |
| 5.        | Håvard Solås Taugbøl    | 324   |
| 6.        | Aleksandr Terentiev     | 292   |
| 7.        | Erik Valnes             | 270   |
| 8.        | Even Northug            | 251   |
| 9.        | Gleb Retivych           | 212   |
| 10.       | Joni Mäki               | 197   |

### Nationscupen
| Placering | efter alla 48 tävlingar | Poäng |
| --------- | ----------------------- | ----- |
| 1.        | Norge                   | 8 207 |
| 2.        | Sverige                 | 5 436 |
| 3.        | Ryssland                | 4 861 |
| 4.        | Finland                 | 4 214 |
| 5.        | USA                     | 2 874 |
| 6.        | Frankrike               | 2 566 |
| 7.        | Tyskland                | 2 449 |
| 8.        | Italien                 | 1 901 |
| 9.        | Schweiz                 | 1 737 |
| 10.       | Slovenien               | 1 082 |

| Placering | efter alla 25 tävlingar | Poäng |
| --------- | ----------------------- | ----- |
| 1.        | Sverige                 | 3 982 |
| 2.        | Norge                   | 3 348 |
| 3.        | Finland                 | 2 441 |
| 4.        | USA                     | 2 197 |
| 5.        | Ryssland                | 1 958 |
| 6.        | Tyskland                | 1 551 |
| 7.        | Slovenien               | 959   |
| 8.        | Schweiz                 | 841   |
| 9.        | Italien                 | 680   |
| 10.       | Frankrike               | 604   |

| Placering | efter alla 25 tävlingar | Poäng |
| --------- | ----------------------- | ----- |
| 1.        | Norge                   | 4 859 |
| 2.        | Ryssland                | 2 903 |
| 3.        | Frankrike               | 1 962 |
| 4.        | Finland                 | 1 773 |
| 5.        | Sverige                 | 1 454 |
| 6.        | Italien                 | 1 221 |
| 7.        | Tyskland                | 898   |
| 8.        | Schweiz                 | 896   |
| 9.        | USA                     | 677   |
| 10.       | Kanada                  | 414   |